# Poitiers
Poitiers [pwa'tje] ist die Hauptstadt des Départements Vienne in der Region Nouvelle-Aquitaine im Westen Frankreichs. Bis 2016 war sie auch Hauptstadt der dann aufgelösten Region Poitou-Charentes. Sie liegt am Fluss Clain und zählt 89.472 Einwohner (Stand 1. Januar 2022).
Aufgrund ihrer 78 unter Denkmalschutz stehenden Kulturdenkmäler wurde sie mit dem Prädikat Stadt der Kunst und Geschichte ausgezeichnet.

## Geschichte
Die Stadt ist keltischen Ursprungs: Der Stamm der Piktonen gründete das Oppidum Lemonum strategisch günstig auf einem Bergsporn zwischen den hier zusammentreffenden Flüssen Clain und Boivre. Unter römischer Herrschaft hieß Poitiers Pictavium. Die Stadt erhielt eine römische Stadtanlage mit einem noch heute sichtbaren Achsenkreuz, bestehend aus dem Decumanus Maximus (heute Grande Rue) und dem Cardo (heute Rue Arsène Orillard). Seit dem 2. Jahrhundert ist in Poitiers eine christliche Gemeinde bezeugt, die spätestens mit der Wahl von Bischof Hilarius (315–368) überregionale Bedeutung erlangte. Frühstens ab dem Jahr 418 übernahm Poitiers wichtige politische und wirtschaftliche Aufgaben im Tolosanischen Reich der Westgoten.
Unweit der Stadt unterlagen diese 507 in der Schlacht von Vouillé den Franken. Die fränkischen Merowinger und Karolinger veranlassten den Bau zahlreicher Kirchen innerhalb der gallo-römischen Ummauerung, sowie am Alten Markt und am Ufer des Boivre. 558 gründete Radegundis von Thüringen mit Unterstützung Chlothars nahe der Stadt das Kloster Sainte-Marie-hors-les-Murs. In der Schlacht bei Tours und Poitiers (732) stoppte der Franken-Herrscher Karl Martell das weitere Vordringen der Araber und Mauren nach Mitteleuropa. Im 8. Jahrhundert wurde Poitiers das Zentrum der Grafschaft Poitou. Mit der Übertragung des Herzogstitels der Aquitaine auf die Grafen des Poitou Ende des 10. Jahrhunderts stieg Poitiers zur Hauptstadt des gesamten südwestfranzösischen Raumes zwischen Loire und Pyrenäen auf. Unter der Herrschaft Eleonores von Aquitanien erlebte Poitiers eine kulturelle und wirtschaftliche Blüte, doch begann bei ihrer Eheschließung mit Heinrich II. Plantagenet auch der Konflikt mit England.
1356 wurde der französische König Johann der Gute nach der Schlacht von Maupertuis zwischen England und Frankreich in Poitiers gefangen genommen. 1369 wurde die Stadt von Frankreich zurückerobert. Weil Paris in dieser Zeit unter englischer Besatzung stand, wurde die Regierung von Karl VII. von 1423 bis 1436 nach Poitiers verlegt. Hier gründete der Monarch 1431 auf Verfügung des Papstes die Universität Poitiers. Ab 1527 entstanden mehrere protestantische Gemeinden im Poitou, viele von ihnen suchten Zuflucht in der zur hugenottischen Festung ausgebauten Stadt La Rochelle. Das Edikt von Poitiers, das am 17. September 1577 im Anschluss an den Frieden von Bergerac erlassen wurde, beendete den sechsten Hugenottenkrieg durch weitgehende Zugeständnisse an die Protestanten und bestätigte dabei im Wesentlichen die Bestimmungen des Friedens von Saint-Germain von 1570. Zu dieser Zeit hatte Poitiers seine frühere wirtschaftliche und politische Bedeutung weitgehend verloren. Die Stadt blieb jedoch Sitz des Erzbistums Poitiers. Ab dem 20. August 1685, nach der Aufhebung des Edikts von Nantes, kam es unter den vom Marquis d’Asfeld kommandierten Truppen zu Verfolgungen und Zwangskonvertierungen gegen die Protestanten.   
In der Folge entwickelte sich die Bevölkerungszahl der Stadt nur noch langsam und war zeitweise auch rückläufig. So hatte Poitiers Mitte des 16. Jahrhunderts rund 15.000 Einwohner. Die Zahl wuchs auf 25.000 innerhalb eines Jahrhunderts an, sank dann aber bis zur zweiten Hälfte des 18. Jahrhunderts auf zwischen 17.500 und 18.140. Im Jahr der Französischen Revolution hatte Poitiers 21.000 Einwohner, zu Beginn des 19. Jahrhunderts war diese Zahl auf 16.000 gesunken. Die Industrialisierung der Stadt blieb im 19. Jahrhundert weitgehend aus. Mit der Ernennung von Poitiers zum Hauptort des Départements Vienne und der Errichtung einer Garnison unter Napoléon Bonaparte sollten der Stadt wirtschaftliche Impulse gegeben werden, da auch die Universität, mit wenigen hundert Studenten, in der Bedeutungslosigkeit versunken war. Diese Politik trug Mitte des 19. Jahrhunderts erste Früchte. 1881 waren fast 10 % der Stadtbevölkerung Angehörige des Militärs, hinzu kamen neue Zuwanderer aus dem agrarisch geprägten Umland. Um 1900 arbeiteten 41 % der Erwerbstätigen in kleinen Handwerks- und Gewerbebetrieben. Dennoch wuchs das Siedlungsgebiet nur geringfügig. 1931 lebten rund 40.000 Menschen in der Stadt.
Poitiers war im Zweiten Weltkrieg (1939–1945) Standort zweier Internierungslager:
- In der Spätphase der Dritten Französische Republik entstand im Februar 1939 das Camp de la Route de Limoges, das ursprünglich zur Internierung spanischer Bürgerkriegsflüchtlinge eingerichtet worden war. Das Camp entwickelte sich in der Folgezeit zu einem Internierungslager für Juden, Sinti und Roma.
- Das Camp de La Chauvinerie entstand nach dem Waffenstillstand von Compiègne (1940) zunächst als Frontstalag, in dem die deutsche Wehrmacht die sogenannten „tirailleurs sénégalais“ (Senegalesische Schützen) unterbrachte. Diese französischen Kriegsgefangenen, die aus Subsahara-Afrika, aber auch aus Madagaskar, den Antillen und Indochina stammten, wollte das Nazi-Regime nicht auf deutschem Boden haben und brachte sie in Frontstalags in der Besetzten Zone (Nordzone) unter.[3]
 In der Endphase des Zweiten Weltkriegs wurden dann im Camp de La Chauvinerie Tausende deutscher und ungarischer Kriegsgefangener interniert und zusätzlich Männer, Frauen und Kinder, die vor allem bei den Kämpfen um Elsass und Lothringen im Winter 1944 evakuiert worden waren, aber auch verhaftete deutsche Zivilisten.[3]

Am 5. September 1944 wurde Poitiers befreit.

## Bevölkerung
| Jahr      | 1936   | 1954   | 1962   | 1968   | 1975   | 1982   | 1990   | 1999   | 2007   | 2018   |
| --------- | ------ | ------ | ------ | ------ | ------ | ------ | ------ | ------ | ------ | ------ |
| Einwohner | 44.269 | 52.681 | 62.178 | 71.129 | 81.313 | 79.350 | 78.894 | 83.448 | 89.253 | 88.665 |

## Wappen
Beschreibung: In Silber ein roter Löwe umgeben von einem schwarzen Bord mit neun goldenen Kugeln bis zum blauen Schildhaupt mit drei balkenweis goldenen Lilien reichend.

## Sehenswürdigkeiten

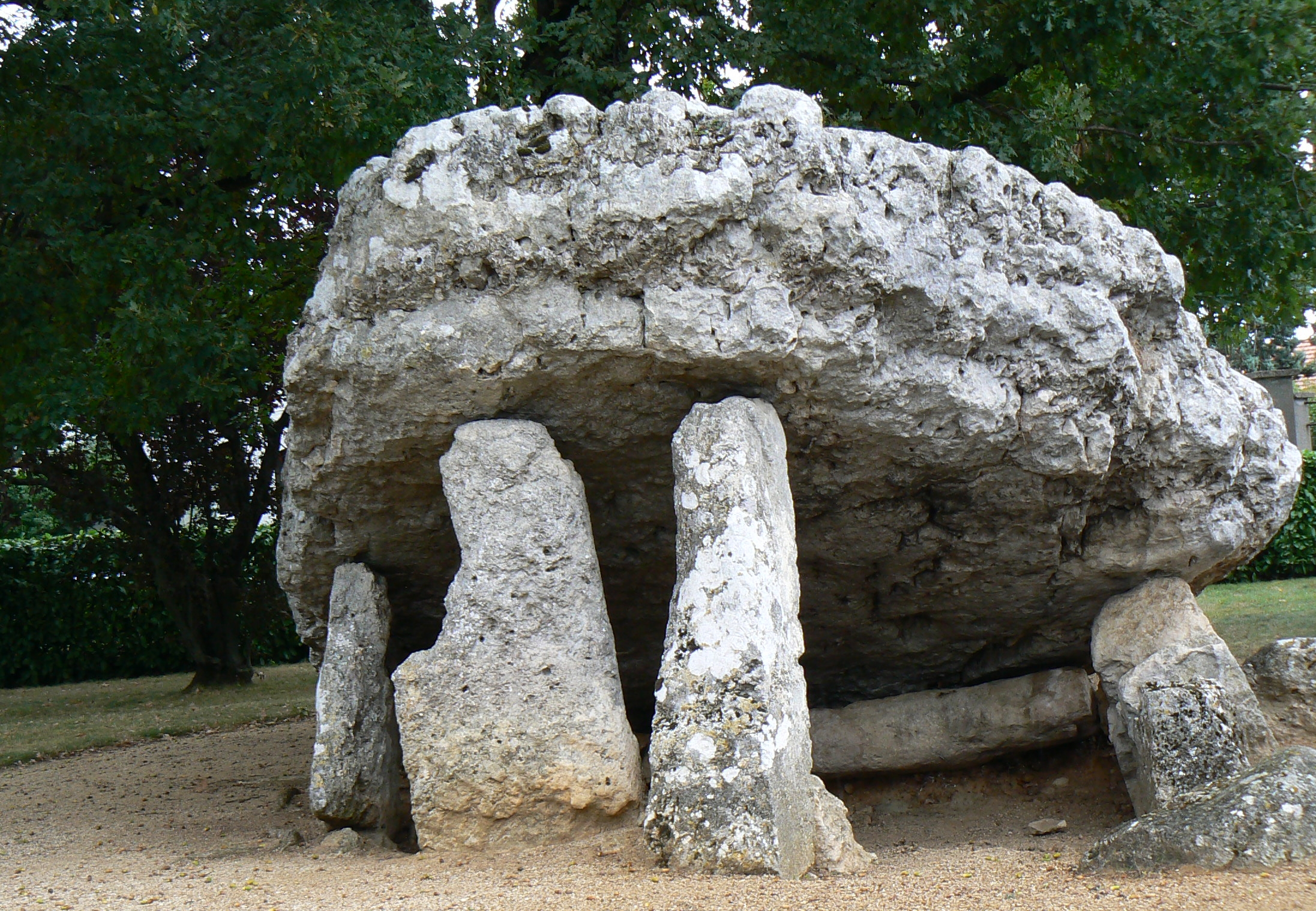
Der Dolmen von Poitiers

Poitiers besitzt vorgeschichtliche und antike Kulturdenkmäler wie den Dolmen Pierre Levée an der späteren Römerstraße nach Avaricum (Bourges) beziehungsweise Lugdunum (Lyon) und Überreste einer der größten römischen Arenen (Anfang 1. Jahrhundert, ursprünglich 150 × 130 m). Eine Weiheinschrift für den gallischen Gott Adsmerius wurde ebenfalls hier aufgefunden.
Aus dem 12./13. Jahrhundert stammen die Reste der ehemaligen Befestigungsanlage, die als „Mauer der Eleonore von Aquitanien“ bekannt sind. Erhalten blieben Teile der Stadtmauer sowie die im Tal der Boivre errichteten Türme. Letztere beherbergen gegenwärtig Einrichtungen der Postbehörde.
Ein weiterer touristischer Anziehungspunkt ist sieben Kilometer nördlich von Poitiers das seinerzeit von der Pariser Cité des sciences et de l’industrie inspirierte Futuroscope.

### Weltliche Bauwerke und Kulturdenkmäler

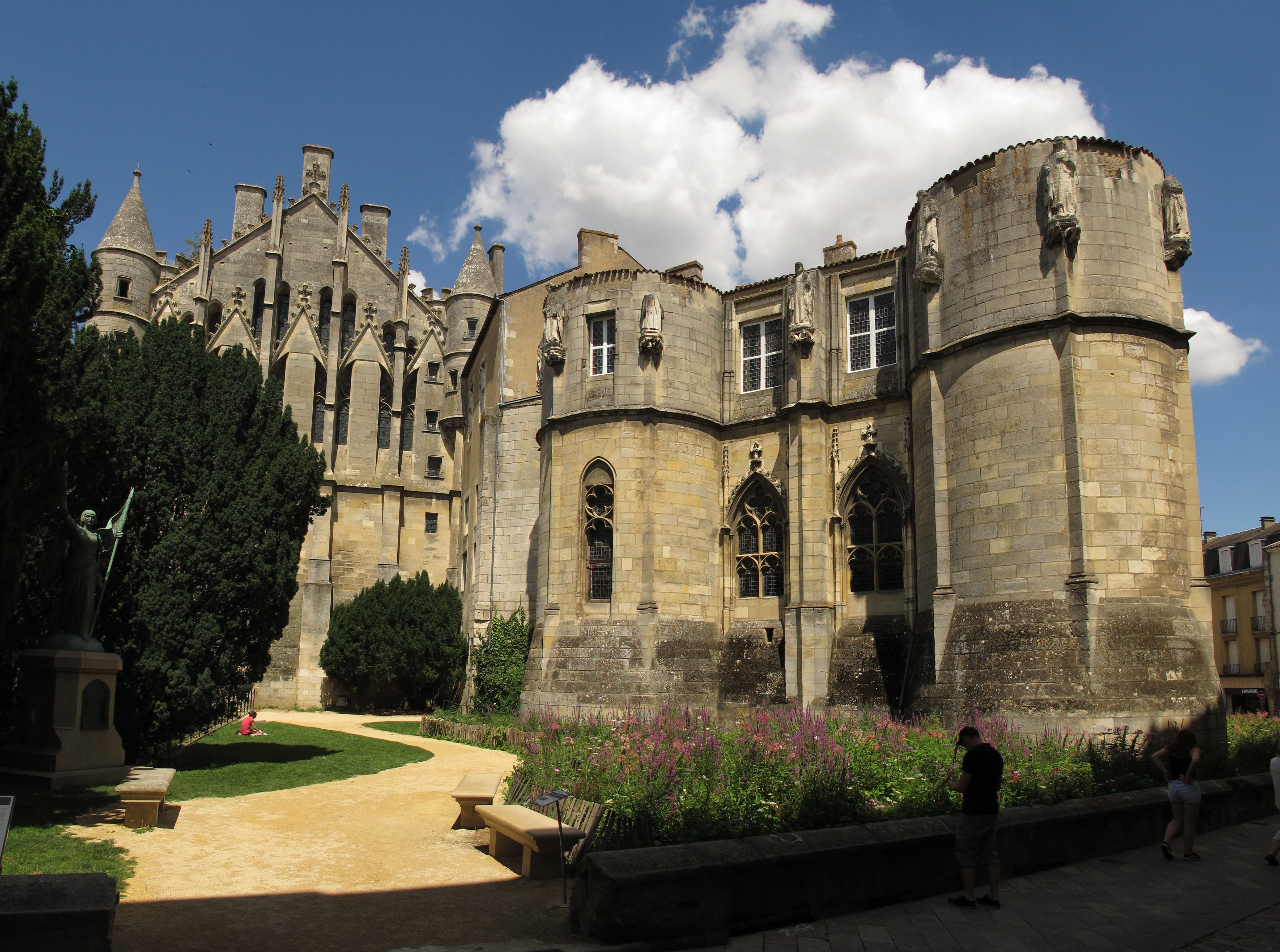
Justizpalast

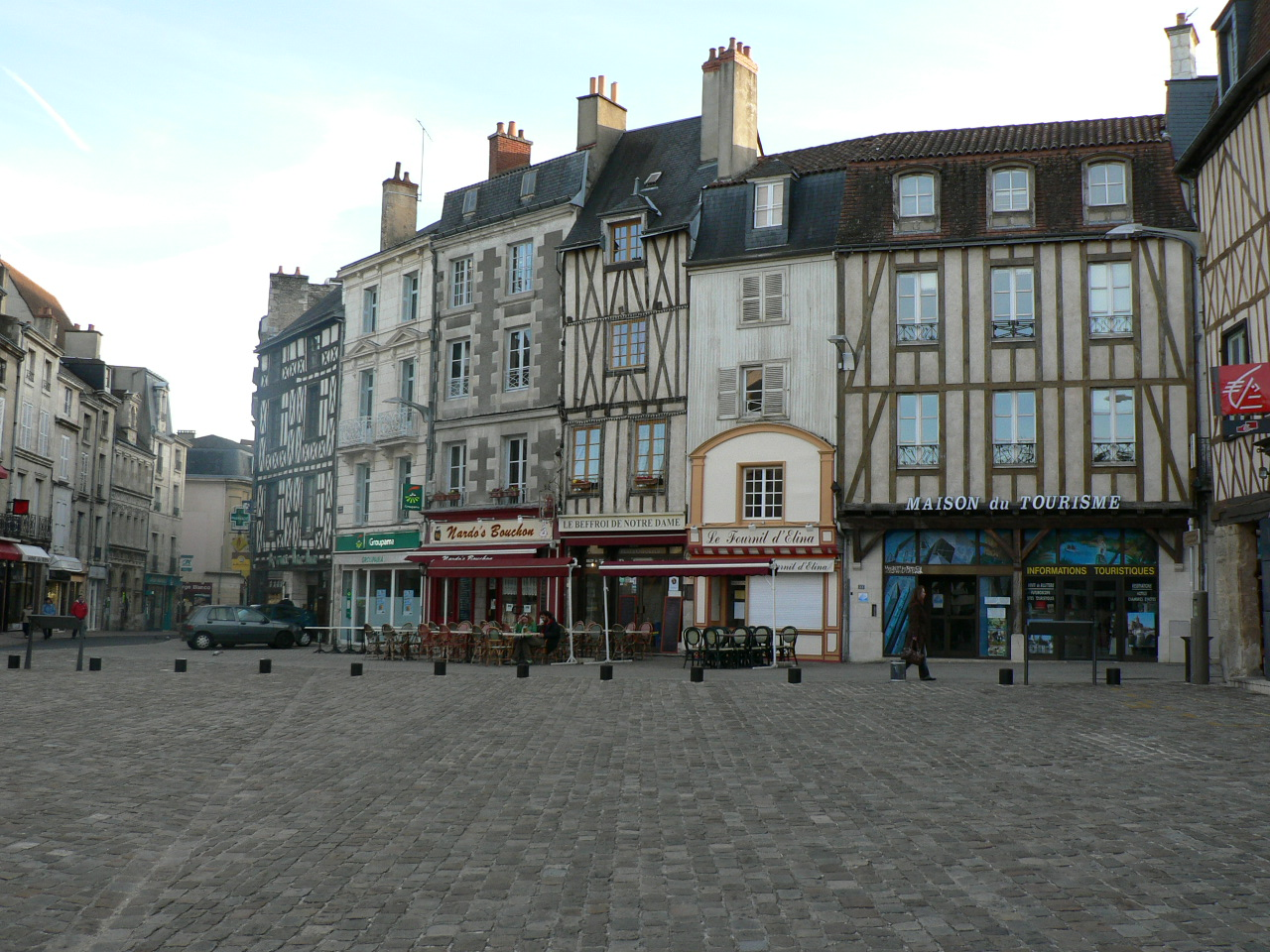
Poitiers, Place Charles de Gaulle

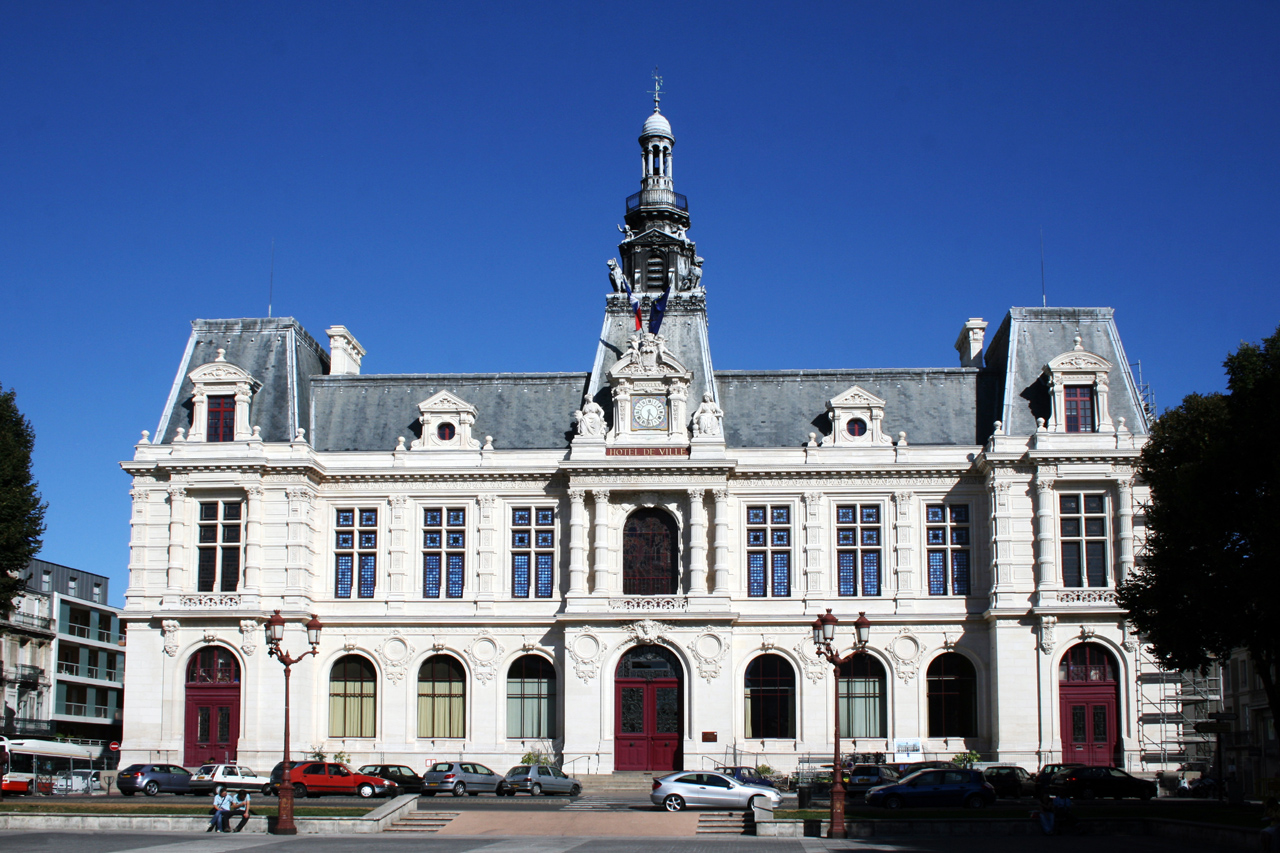
Rathaus (Hôtel de Ville)

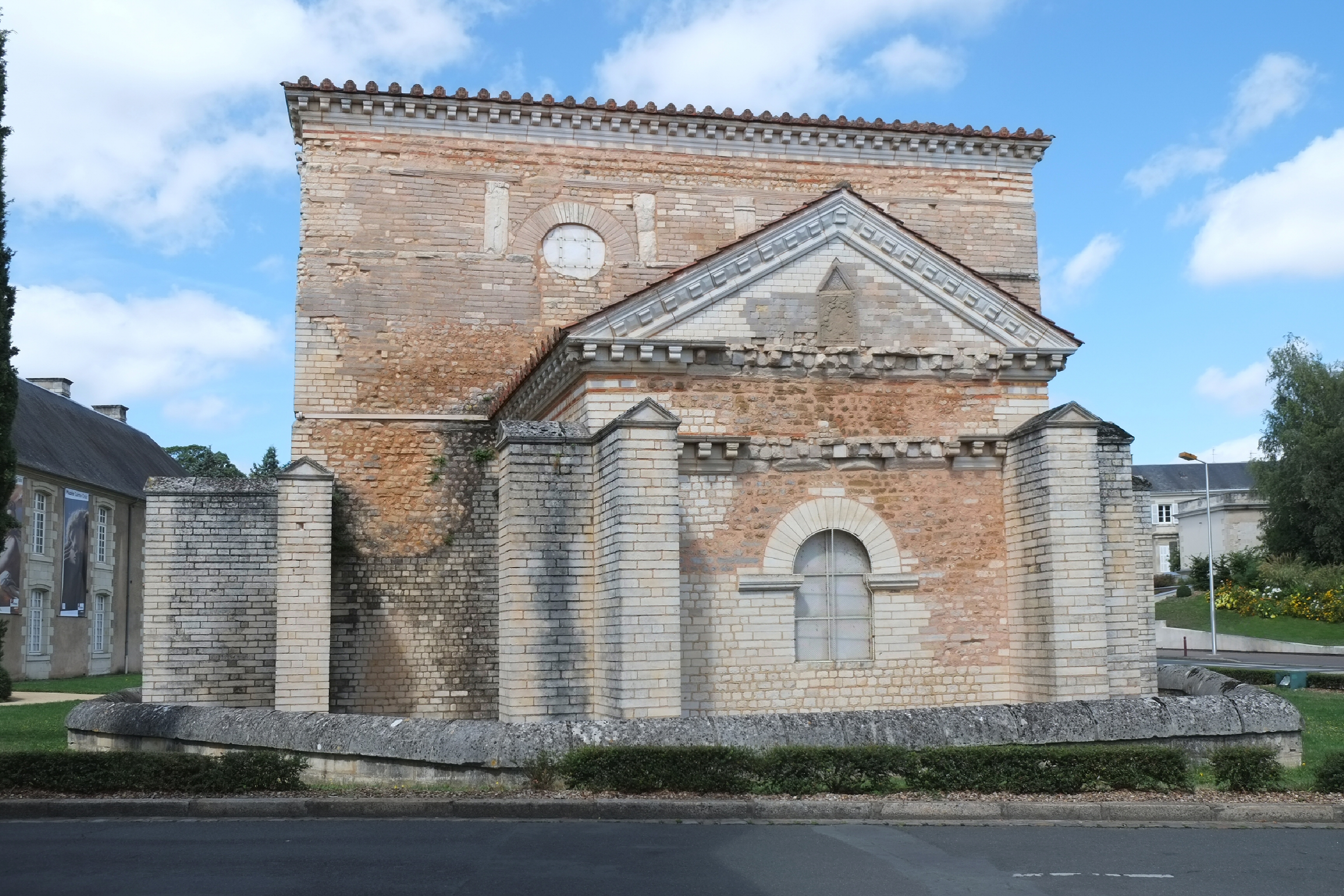
Baptisterium St. Jean

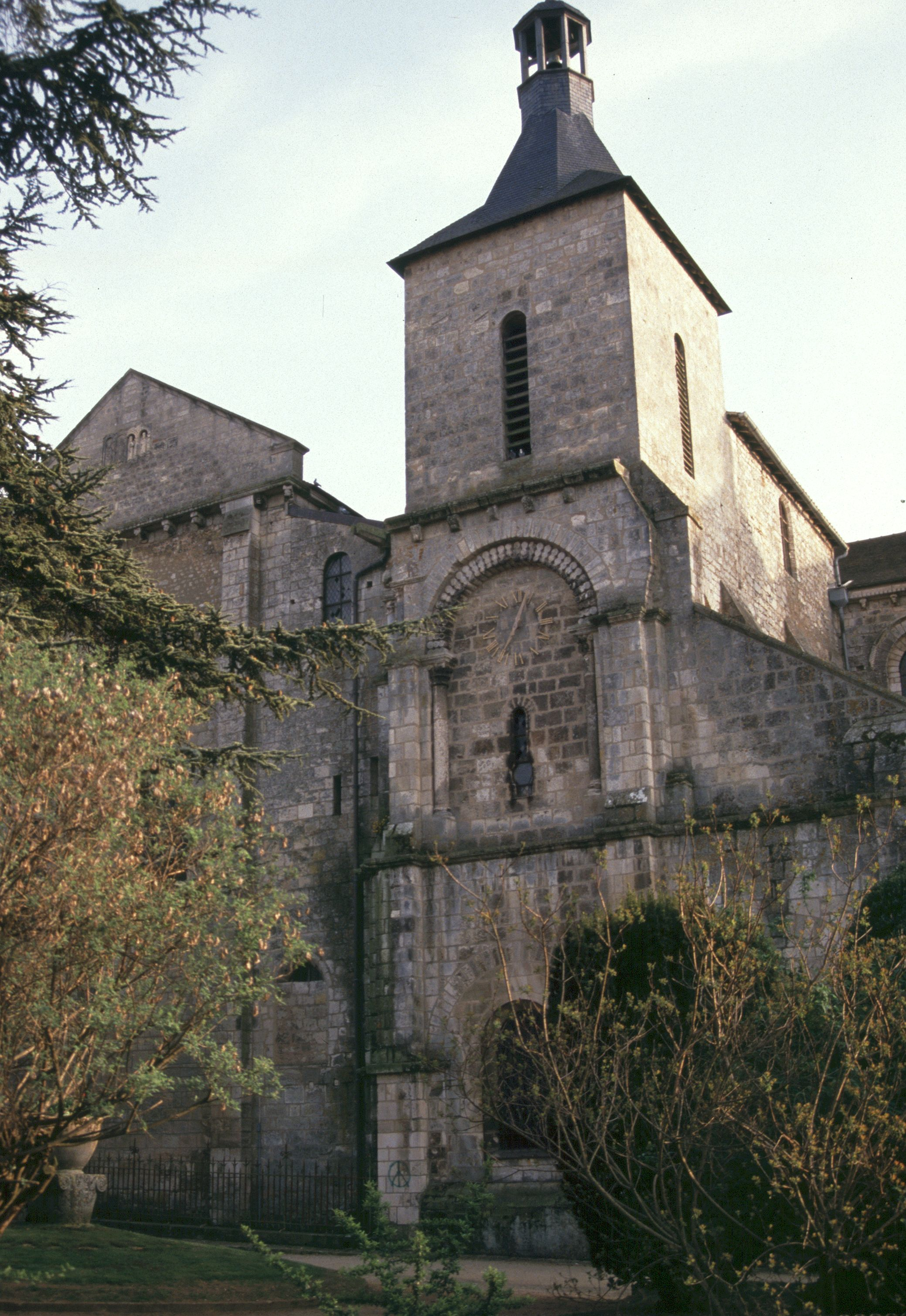
Saint Hilaire

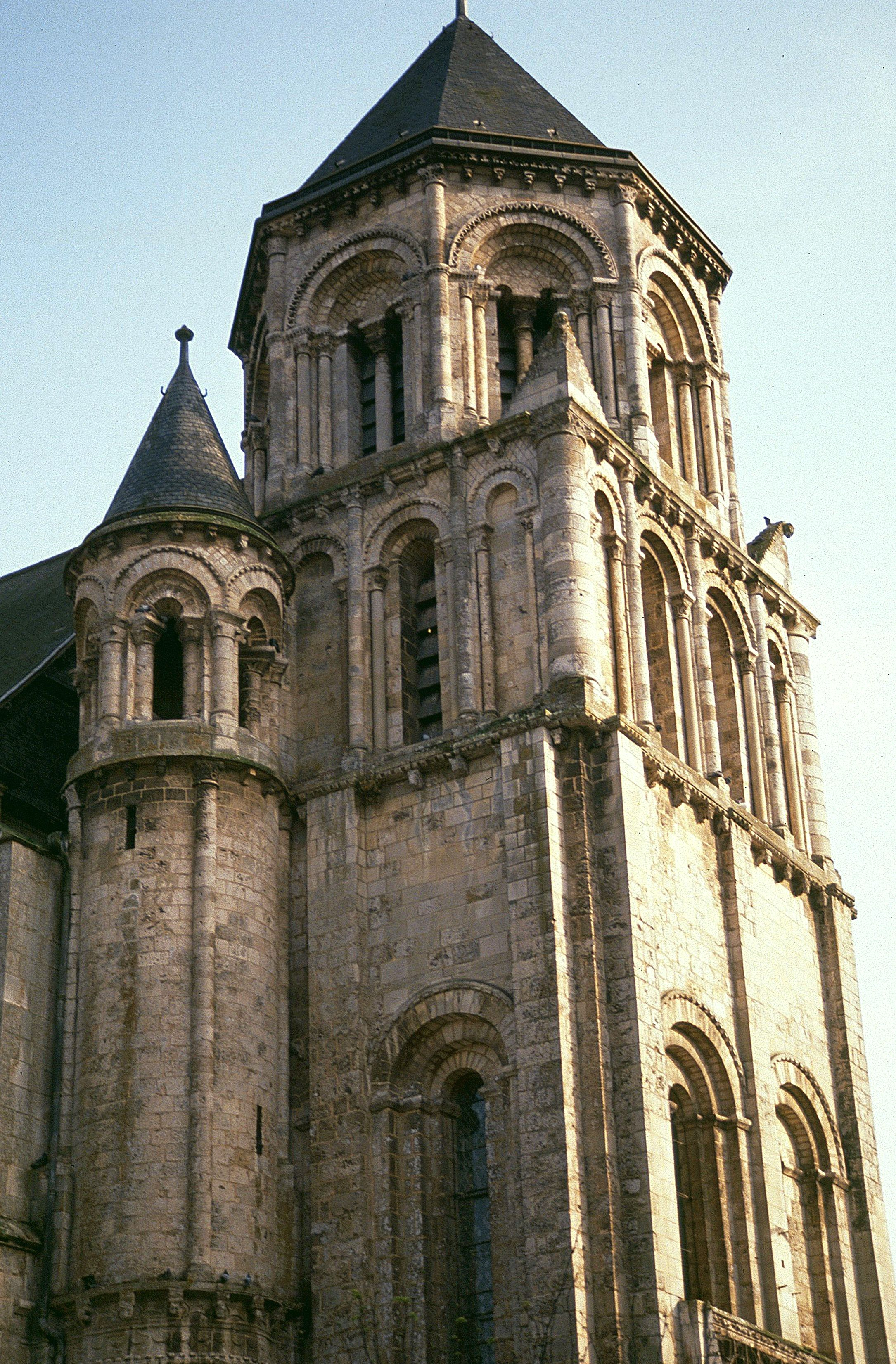
Sainte Radegonde

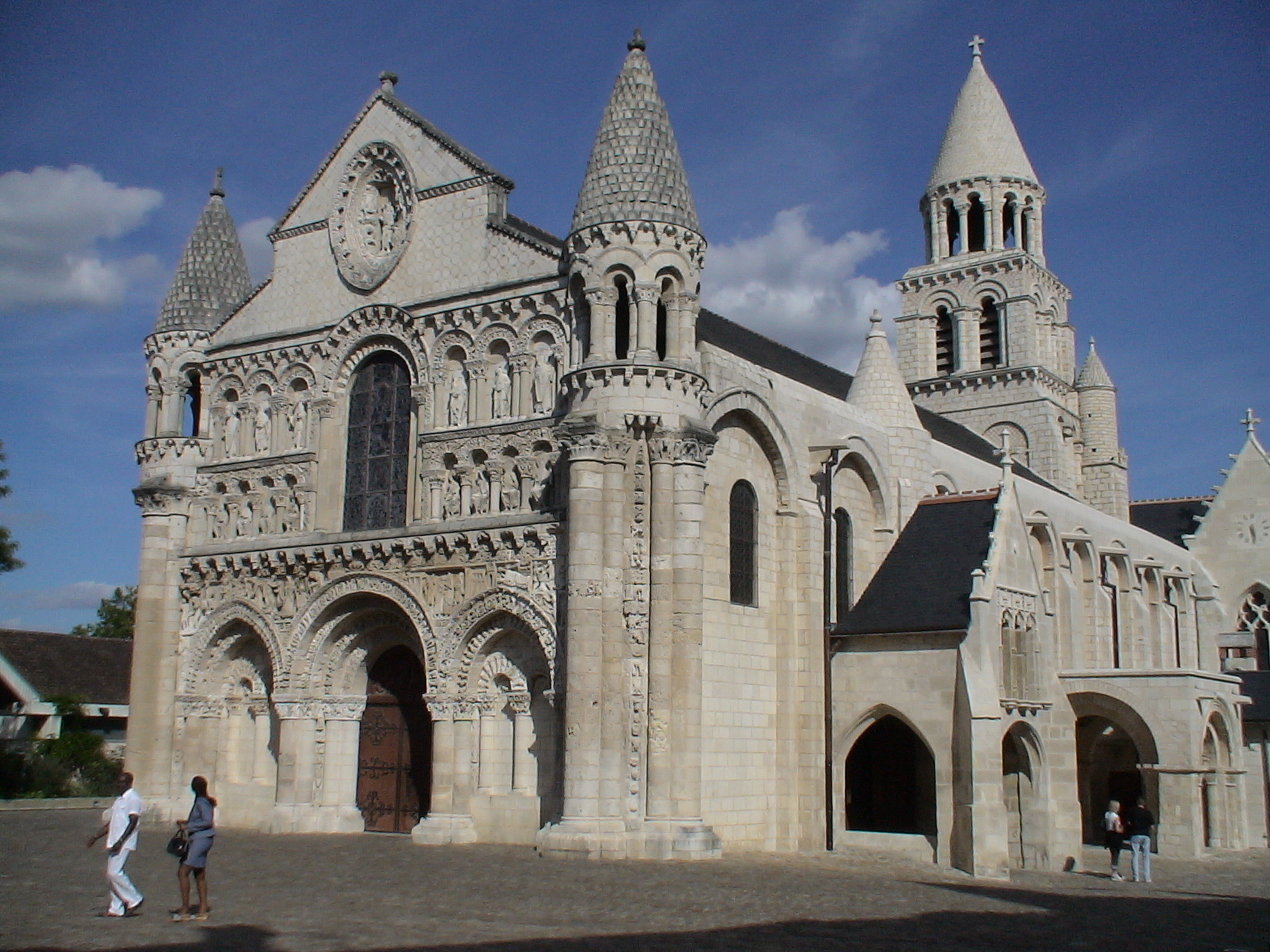
Notre-Dame-la-Grande

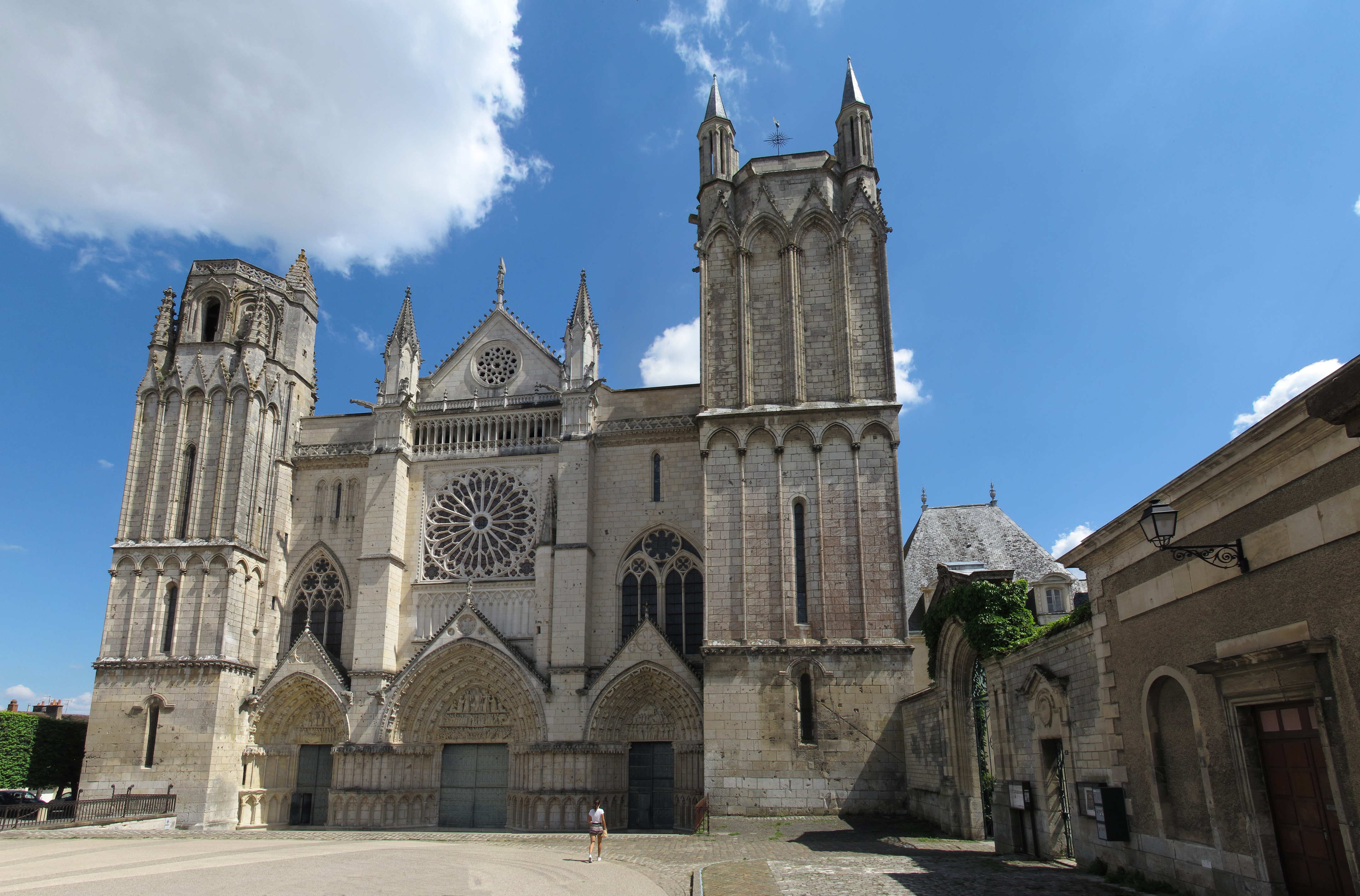
Kathedrale St. Pierre

Die ehemalige Residenz der Grafen von Poitiers hat ihren gegen Ende des Mittelalters eingerichteten, „Tour Maubergeon“ genannten Donjon bewahrt. Er beherbergte bis 2019 den Justizpalast.
Ebenfalls erhalten blieben die Türme des Schlosses von Jean I. de Berry, der Burg Clain am Zusammenfluss des Clain und der Boivre.
In der Altstadt sind, insbesondere im Bereich der Rue de la Chaîne, des Place du marché Notre-Dame, der Rue de la Regratterie und der Rue des Vieilles Boucheries zahlreiche schöne Fachwerkhäuser zu finden.
Unter den sogenannten „Hôtels Particuliers“, das heißt den ehemaligen Stadtpalästen des gehobenen Bürgertums, sind das Hôtel Fumé und das Hôtel Berthelot in der Rue de la Chaîne zu nennen, in denen gegenwärtig die Fakultät für Geschichte und Geisteswissenschaften der Universität angesiedelt ist, sowie das Hôtel du Puyarreau.
Sehenswert sind auch das Hôtel de Ville de Poitiers, das Rathaus, die Statue „Notre-Dame des Dunes“ und die Kopie der Freiheitsstatue, die in Erinnerung an General Jean-Baptiste Berton an dem früheren Standort des Prangers errichtet wurde, an dem der General im Jahr 1822 guillotiniert wurde.

### Sakralbauten
Von kunsthistorischer Bedeutung sind die frühchristliche Taufkapelle St. Jean (im Kern 6. Jahrhundert mit möglicherweise älteren Vorgängern), einer der ältesten erhaltenen Sakralbauten Frankreichs, die romanischen Kirchen St. Hilaire-le-Grand und Sainte-Radegonde, die der Gegenwart von herausragenden Persönlichkeiten in Poitiers, wie dem heiligen Kirchenlehrer Hilarius von Poitiers und der heiligen Radegundis, der Gattin Chlothars I. zu verdanken sind, sowie die Kirche Notre-Dame la Grande.
- Die Entstehungszeit der Taufstelle beim späteren Baptisterium Saint-Jean, ursprünglich in einem römischen Haus eingerichtet, wird nach neuen Untersuchungen und dendrochronologischen Daten bereits in das 5. Jahrhundert datiert. Die erste Bauphase mit dem Rechtecksaal des heutigen Baptisteriums könnte nach dem Erscheinungsbild der Anlage dem 6. Jh. angehören.
- Der Romanik zuzuordnen ist die an der Stelle des Oratoriums und des Grabes des heiligen Hilarius von Poitiers († 367) errichtete Basilika Saint-Hilaire-le-Grand des Klosters Saint-Hilaire-de-Poitiers (11. Jahrhundert, stark restauriert). Sie liegt am französischen Jakobsweg Via Turonensis und ist Teil des UNESCO-Welterbes „Jakobswege in Frankreich“.
- Auch die Kirche Ste. Radegonde (11./13. Jahrhundert) ist im romanischen Stil errichtet. Sie ersetzte eine im 6. Jahrhundert auf Betreiben der heiligen Radegundis († 587) gebaute Kirche. Die ebenfalls auf Initiative von Radegundis gegründete Abtei Sainte-Croix musste im 19. Jahrhundert größtenteils dem Bau einer Straße weichen.
- Notre-Dame la Grande, die spätromanische Kirche (12. Jahrhundert) ist für ihren außergewöhnlich reichen plastischen Fassadenschmuck berühmt.
- Die Kathedrale St. Pierre (12./13. Jahrhundert) wurde in Anlehnung an den Stil der poitevinischen Romanik als Hallenkirche errichtet und stellt ein in der Gotik eher seltenes Beispiel für diesen Bautypus dar. Romanisch sind die östlichsten Joche der Kathedrale, doch gingen die Baumeister im Laufe des Baufortschritts zum Baustil der Gotik über.
- Auch die ehemaligen Klosterkirche St. Jean de Montierneuf (11. Jahrhundert) zeigt den Übergang von der Romanik (Basis) zur Gotik (Chorhaupt).

## Verkehr
Der Flughafen Poitiers-Biard liegt westlich von Poitiers.
Im Westen der Stadt, westlich des Flughafens, verläuft die Autoroute A10 (L'Aquitaine), die in diesem Bereich Teilstück der Europastraße 5 ist. An zwei Anschlussstellen (29: Poitiers-Nord und 30: Poitiers-Sud) bestehen Auffahrtsmöglichkeiten.
Der Bahnhof von Poitiers, errichtet 1851, liegt an der Bahnstrecke Paris–Bordeaux.

## Kultur

### Städtepartnerschaften
- Marburg, Deutschland, seit 1961
- Iași, Rumänien, seit 1969
- Jaroslawl, Russland, seit 1970
- Lafayette, USA, seit 1975
- Coimbra, Portugal, seit 1979
- Northampton, Vereinigtes Königreich, seit 1979
- Moundou, Tschad, seit 1990

### Partnerschaften von Schulen
- In der Partnerstadt Marburg findet seit vielen Jahren erfolgreich ein jährlicher Schüleraustausch zwischen dem Lycée du bois d'amour und der Martin-Luther-Schule (Marburg) statt. Zusätzlich begegnen Schülerinnen und Schüler der ersten Fremdsprache der Martin-Luther-Schule alle zwei Jahre Austauschpartnern des collège Rabelais in Poitiers.
- Über lange Jahre hinweg betrieb das Parler-Gymnasium, Schwäbisch Gmünd, einen intensiven Austausch mit Poitiers. Das Collège Jardin des Plantes in Poitiers führt seit 1975 regelmäßig Austauschprogramme mit der Partnerschule Realschule Hochheider Weg in Oldenburg durch.
- Das Lycée Camille Guérin und das Gymnasium Philippinum Marburg waren seit 1967 partnerschaftlich verbunden. Es fanden jährliche Austauschfahrten zwischen Schülerinnen und Schülern der Seconde (Camille Guérin) und der 10. Klasse (Philippinum) statt. Inzwischen findet dieser Austausch nicht mehr statt.
- Das Collège Camille Guérin und das Gymnasium Köln-Rodenkirchen betreiben seit mehr als 15 Jahren jährlich einen Austausch.
- Das Collège Henri IV und das Katharinen-Gymnasium in Ingolstadt betreiben schon über viele Jahre einen Schüleraustausch.
- Das Collège La Providence und das Lycée Isaac de l’étoile führen jedes Jahr einen Austausch mit der erzbischöflichen Schule Marienberg, Neuss durch.

## Sport
Das ITF Poitiers, ein Tennisturnier des ITF Women’s Circuit, wird in Poitiers ausgetragen.

## Bildung
Die Universität Poitiers wurde 1431 von Karl VII. gegründet. Poitiers hat damit die zweitälteste Universität in Frankreich. Denker wie François Rabelais, René Descartes und Francis Bacon besuchten die Universität. Heute ist Poitiers eine der größten Studentenstädte in Frankreich – die Stadt hat mehr Studenten pro Einwohner als jede andere französische Universitätsstadt.
Universitäten
Die Hochschulen von Poitiers sind:
- Universität Poitiers
- École Nationale Supérieure d’Ingénieurs de Poitiers (ENSIP)
- ESCEM
- IAE von Poitiers
- ENSMA (École nationale supérieure de mécanique et d’aérotechnique)

## Persönlichkeiten

### In Poitiers geboren
- Hilarius von Poitiers (um 315–367), Bischof und Kirchenlehrer
- Emmeram von Regensburg (?–652), Bischof und Märtyrer
- Gilbert von Poitiers (~1080–1145), scholastischer Philosoph und Theologe
- Eleonore von Aquitanien (um 1122–1204 ), Herzogin von Aquitanien, Königin von Frankreich und von England
- Alix Petronilla von Aquitanien (1125–1151), Gräfin von Vermandois, Schwester von Eleonore von Aquitanien
- Charles Chappuzeau (1577–1644), Rechtsanwalt am Hofe des Königs von Frankreich
- Jean Gaudin (1617–1681), Jesuit, Altphilologe, Romanist und Lexikograf
- Philippe Goibaud-Dubois (1626–1694), Übersetzer und Mitglied der Académie française
- Petrus Sabatier (1682–1742), Benediktiner, Herausgeber der Vetus Latina
- Pierre Roll (1787–1851), Komponist
- Elme-Marie Caro (1826–1887), Philosoph und Mitglied der Académie française
- Arthur Ranc (1831–1908), Politiker, Journalist und Schriftsteller
- Léon Bazile Perrault (1832–1908), Maler
- Philip Hermogenes Calderon (1833–1898), englischer Maler
- Eugène Murer (1841–1906), Konditor, Schriftsteller, autodidaktischer Maler und Sammler impressionistischer Kunst
- Blanche Monnier (1849–1913), war rund 25 Jahre von ihrer Familie eingesperrt
- Lucien Nonguet (1869–1955), Schauspieler, Regisseur und Drehbuchautor
- Louis Vierne (1870–1937), Organist und Komponist
- Camille Guérin (1872–1961), Veterinär, Bakteriologe und Immunologe
- Louise Saumoneau (1875–1950), Feministin, Gewerkschafterin und Sozialistin während der Dritten Republik
- Abel Bonnard (1883–1968), Dichter und Romanschriftsteller
- Pierre Dangeard (1895–1970), Botaniker
- Louis Dangeard (1898–1987), Geologe und Meereskundler
- Raymond Gaillard (1904–1973), Unternehmer und Autorennfahrer
- Jean Rousselot (1913–2004), Dichter und Schriftsteller
- Pierre Petit (1922–2000), Komponist
- Odile Caradec (1925–2021), Dichterin
- Michel Foucault (1926–1984), Philosoph
- Marie-France Garaud (1934–2024), Juristin, Beamtin und Politikerin
- Marc Augé (1935–2023), Ethnologe und Anthropologe
- Joël Robuchon (1945–2018), Koch und Gastronom
- Jean-Pierre Raffarin (* 1948), Politiker (UMP)
- Catherine Guy-Quint (* 1949), Politikerin
- Jean-Pierre Abelin (* 1950), Politiker und Abgeordneter der Nationalversammlung
- Jean-Pierre Thiollet (* 1956), Schriftsteller
- William Lecomte (* 1963), Jazzmusiker
- Franck Proust (* 1963), Politiker
- Anne Piquereau (* 1964), Hürdenläuferin
- Monique Éwanjé-Épée (* 1967), Hürdenläuferin
- Cyril Pedrosa (* 1972), Comiczeichner
- Alexandre Lacroix (* 1975), Schriftsteller, Essayist und Journalist
- Brian Joubert (* 1984), Eiskunstläufer
- Benjamin Lavernhe (* 1984), Schauspieler
- Simon Pagenaud (* 1984), Rennfahrer
- Romain Édouard (* 1990), Schach-Großmeister
- Marine Partaud (* 1994), Tennisspielerin
- Lou Brouleau (* 1995), Tennisspielerin
- Jade Cholet (* 2000), Volleyballspielerin

### Personen mit Beziehung zur Stadt
- Radegunde von Thüringen (518/20–587), Königin der Franken, Heilige, starb in Poitiers und ist hier beigesetzt
- Agnes von Poitiers († 588), Ziehtochter und Freundin Radegundes, Äbtissin von Sainte-Croix, Heilige
- Venantius Honorius Clementianus Fortunatus (um 535–um 609), Dichter und Bischof von Poitiers
- Karl Lashley (1890–1958), US-amerikanischer Psychologe, starb überraschend auf einer Ferienreise in Poitiers